# 和順呉氏
和順呉氏（ファスノし、朝鮮語: 화순오씨）は、朝鮮の氏族の一つ。本貫は全羅南道和順郡である。2015年の調査では、3,952人である。
始祖は、新羅智証王時代に中国から新羅に渡来した呉瞻の24代子孫である宝城呉氏の始祖の呉賢弼の三男の呉元である。